# ノエーポリ
ノエーポリ（イタリア語: Noepoli）は、イタリア共和国バジリカータ州ポテンツァ県にある、人口約800人の基礎自治体（コムーネ）。

## 地理

### 位置・広がり

#### 隣接コムーネ
隣接するコムーネは以下の通り。括弧内のMTはマテーラ県所属を示す。
- チェルソージモ
- キアロモンテ
- コロブラーロ (MT)
- サン・コスタンティーノ・アルバネーゼ
- サン・ジョルジョ・ルカーノ (MT)
- サン・パオロ・アルバネーゼ
- セニーゼ
- ヴァルシンニ (MT)